# Mussurunga
Mussurunga é um bairro da cidade de Salvador, capital do estado da Bahia, situado na região do Miolo Central de Salvador, na região da avenida Paralela, uma das principais vias públicas da cidade.
Foi criado em dezembro de 1978, como um conjunto habitacional popular, edificado em terras da antiga fazenda Mussurunga (possivelmente desmembrada da fazenda Itapuã), pertencente, na época, à família de Edmundo da Silva Visco. A construção do conjunto foi financiada pelo extinto Banco Nacional da Habitação.
Tem os bairros de Alphaville 2, da Paz, Itapuã, Jardim das Margaridas, Piatã, Praia do Flamengo, São Cristóvão, Stella Maris, Trobogy, Nova Brasília, Cajazeiras e Fazenda Grande como seus vizinhos.
O bairro se situa defronte ao Parque de Exposições de Salvador e ao lado do condomínio de alto luxo Alphaville 2. Também fica próximo à Estrada do Coco (BA-099) - estrada de acesso a belas praias do Litoral Norte da Bahia - e ao aeroporto de Salvador. É chamado "Terra dos Aviões", uma vez que as aeronaves costumam sobrevoar o bairro em baixa altitude, quando estão a poucos segundos de aterrissar no Aeroporto internacional deputado Luís Eduardo Margalhães.
Apesar do ruído dos aviões, o bairro ainda mantém certa atmosfera de cidade do interior. Essa característica atribuída pelos moradores é justificada pela predominância de casas amplas, muito diferentes das construções recentes da cidade. Por ser um bairro voltado para habitação, possui o comercio local pouco desenvolvido. As unidades comerciais em geral não são suficientes para atender à demanda da população, a qual geralmente recorre à bairros vizinhos (como Cajazeiras e São Cristovão), além de estarem concentradas na Praça Severiano (mais conhecida como Praça da Feirinha, por causa da feira que lá funciona todos os dias).
Mussurunga é dividida em onze setores, batizados por letras, de A a L, e, dentro deles, as ruas seguem denominadas de "caminhos", embora já tenham sido renomeadas: a maioria dos moradores prefere usar os antigos nomes.
O bairro vem sendo crescentemente valorizado no mercado imobiliário, e muitos caminhos (subdivisões das ruas), vêm se transformando em condomínios fechados. Essa mudança se deve ao fato de o bairro estar localizado próximo à região da avenida Paralela, onde o metro quadrado de terreno é dos mais caros de Salvador.
Embora seja um bairro residencial, carece muito de áreas de lazer. No final de setembro de 2007, lá havia apenas com apenas duas praças, sendo que uma delas ainda estava em construção. Devido à essas carências, muitos moradores acabam por se dirigir aos bairros vizinhos, principalmente São Cristóvão, em busca de comércio e serviços.
No bairro ainda existe uma subestação da Coelba — a Subestação de Energia Elétrica São Cristóvão, a qual fornece energia elétrica a quase 130 mil consumidores, não só de Mussurunga, mas também dos bairros vizinhos e até de Itinga, bairro do município de Lauro de Freitas, e do Aeroporto Internacional de Salvador, também situado em Lauro de Freitas. A subestação surgiu para substituir carga gerada pelas subestações de Matatu e CIA I e funciona desde 1981.
Também em Mussurunga, à margem da Av. Paralela, está localizada uma das estações de transbordo mais movimentadas de Salvador, a Estação de Transbordo de Mussurunga.
Foi listado como um dos bairros menos perigosos de Salvador, segundo dados do Instituto Brasileiro de Geografia e Estatística (IBGE) e da Secretaria de Segurança Pública (SSP) divulgados no mapa da violência de bairro em bairro pelo jornal Correio em 2012. Ficou entre os bairros mais tranquilos em consequência da taxa de homicídios para cada cem mil habitantes por ano (com referência da ONU) ter alcançado o nível mais baixo, com o indicativo "1-30", sendo um dos melhores bairros na lista.